# Monocestoides
Monocestoides is een geslacht van kevers uit de familie bladkevers (Chrysomelidae).
De wetenschappelijke naam van het geslacht werd in 1891 gepubliceerd door Duvivier.

## Soorten
- Monocestoides madagascariensis (Jacoby, 1901)
- Monocestoides perroti Duvivier, 1891
- Monocestoides testacea Bechyne, 1954